# سعيد المقري التلمساني
أبو عثمان سعيد بن أحمد المقري القرشي التلمساني. من علماء القرن العاشر وبداية القرن الحادي عشر الهجري، السادس عشر ميلادي. مفتي تلمسان لستين سنة وخطيب جامعها الأعظم لأكثر من خمس وأربعين سنة.

## مولده ونسبه
أبو عثمان سعيد بن أحمد بن أبي يحي بن عبد الرحمن بن أبي العيش بن محمد المقري. ولد سنة 928 هـ 1522 م بتلمسان. ينتهي نسبه إلى عبد الرحمن بن أبي بكر المقري القرشي، جد آل المقري وأول من استقر منهم بتلمسان، من أصحاب الشيخ أبي مدين شعيب بن الحسين الإشبيلي. من أشهر أجداده القاضي أبو عبد الله محمد المقري التلمساني الشهير بالمقري الجد (توفي 758 هـ 1357 م).

## شيوخه
نشأ سعيد المقري بتلمسان وحفظ القرآن على يد الشيخ حاجي الوهراني وأخذ العلم بها عن والده وجملة من شيوخها منهم:
- محمد بن عبد الرحمن بن جلال (908 هـ 1502 م – 981 هـ 1574 م):[5] أبو عبد الله محمد بن عبد الرحمن بن جلال الوعزاني التلمساني، من كبار علماء تلمسان. نزيل فاس ومفتيها. أخذ عنه الفقه والأصول والمنطق.
- شقرون بن هبة الله الوجديجي (توفي 983 هـ 1576 م):[6] محمد شقرون بن هبة الله الوجديجي التجيني التلمساني.مفتي تلمسان. نزل فاس سنة 967 هـ 1560 م وولي الإفتاء بمراكش ونال رئاسة العلم بها.
- أبو السادات المديوني (توفي بعد 950 هـ 1543 م):[7] محمد بن يحي المديوني، أبو السّادات، من فقهاء تلمسان، اختص برسالة ابن أبي زيد ومختصر ابن الحاجب.
- علي بن يحي السلكسيني (توفي 972 هـ 1565 م):[8] أبو الحسن علي بن يحي السلكسيني الجاديري التلمساني، من أعلام علماء تلمسان بزمنه. كان مشاركا في العديد من الفنون.
- أبو عبد الله بن الحافظ التنسي:[9] أبو عبد الله محمد بن أبي عبد الله محمد بن عبد الله بن عبد الجليل التنسي، من علماء تلمسان ورواة الحديث. أخذ عن أبيه الحافظ التنسي وروى عنه. وصفه أحمد المقري بـ«العالم»[9] و «الحبر الشهير التنسي».[10]

ثم رحل إلى فاس في آخر عهد الدولة الوطاسية وكانت فترة هدنة وسلام بين الوطاسيين وإيالة الجزائر، وأخذ عن علماءها ومنهم:
- عبد الواحد الونشريسي (880 هـ 1475 م – 955 هـ 1548 م):[11] أبو مالك عبد الواحد بن أبي العباس أحمد بن يحي الونشريسي، قاضي قضاة فاس وعالمها ومفتيها بعد أبيه.
- علي بن هارون المطغري (توفي 951 هـ 1544 م):[12] أبو الحسن علي بن موسى بن هارون المطغري التلمساني الفاسي، شيخ الجماعة. فقيه، عالم بالقراءات، خطيب ومؤرخ، من أكبر علماء وقته بفاس.
- عبد الوهاب الزقاق (توفي 960 هـ 1553 م):[13] عبد الوهاب بن محمد بن الإمام علي بن القاسم بن محمد الزقاق التجيبي الأندلسي، فقيه ونحوي وشاعر من علماء فاس.

## تلاميذه
- أحمد المقري التلمساني (986 هـ 1578 م – 1041 هـ 1632 م):[14] شهاب الدين أبو العباس أحمد بن محمد بن أحمد بن أبي يحي المقري التلمساني، ابن أخيه، أحد أهم أعلام العالم الإسلامي في النصف الأوّل من القرن الحادي عشر الهجري السابع عشر ميلادي. نشأ بتلمسان وتعلم بها ثم رحل إلى فاس وولي الإفتاء بها والتدريس بالقرويين، ثم حج وأقام بمكة والمدينة وزار القدس الشريف وقضى آخر أيامه بين دمشق والقاهرة. مؤلف «نفح الطيب» و «أزهار الرياض».
- سعيد قدورة (979 هـ 1571 م – 1066 هـ 1656 م):[15] أبو عثمان سعيد بن إبراهيم بن عبد الرحمن الجزائري الشهير بقدورة، مفتي المالكية بمدينة الجزائر، من كبار علماء وقته وأحد أعيان المذهب المالكي بإيالة الجزائر.
- ابن القاضي المكناسي (960 هـ 1553 م – 1025 هـ 1616 م):[16] أبو العباس أحمد بن محمد بن أبي العافية المكناسي، من أكبر علماء ومؤرخي المغرب الأقصى بزمنه، ولد بمكناس وولي قضاء سلا وتوفي بفاس. من مؤلفاته «درّة الحجال في أسماء الرجال».
- ابن مريم التلمساني (توفي بعد 1025 هـ 1616 م):[17] أبو عبد الله محمد بن محمد بن أحمد الشريف المليتي المديوني التلمساني، من أعلام تلمسان وكبار علماءها ببدايات القرن الحادي عشر الهجري السابع عشر ميلادي، صاحب كتاب البستان.ترجم لشيخه سعيد المقري وانفرد بذكر مولده وبعض شيوخه وتلاميذه.
- محمد بن سعيد المقري (توفي بعد 1050 هـ 1603 م):[18] محمد بن سعيد بن أحمد المقري التلمساني، ابنه، فقيه ومحدث من علماء تلمسان.
- حدادة بن محمد بن الحاج محمد بن سعيد اليبدري (توفي 1008 هـ 1600 م):[19] من علماء تلمسان. توفي في البحر حاجا ودفن في جربة.
- محمد الشريف التلمساني:[20] نزل بادية عرب «أولاد انهار» جنوب تلمسان وصاهرهم وتوفي عندهم.
- محمد العشوي الندرومي ، محمد الشمور، أحمد بن أبي عبد الله اليزناسني، أحمد بن أبي مدين، أحمد بن رقية المديوني، محمد بن قاسم الحوبل، الحاج بن مالك العبادي.[2]

و من معاصريه بتلمسان:
- محمد بن محمد بن رحمة المطغري التلمساني:[21] الشهير باليدّون وهو الذي بنى باي الغرب عثمان بن إبراهيم الكردي على ضريحه جامع سيدي اليدّون بتلمسان.[20]
- محمد العبدلي (توفي 1035 هـ 1626 م):[22] محمد بن علي بن عبد الرحمن بن يوسف بن علي اليوحيدي المعروف بالعبدلي الوطاسي، دفين قرية سيدي العبدلي بتلمسان والتي سميت باسمه. أصله من بادية تلمسان وكان يقيم بالمدينة بحي باب الجياد وكان إمام مسجد سيدي الوزان. من أشهر المتصوفين بتلمسان بوقته، كما كانت له أدوار اجتماعية كبيرة في الوساطة والإصلاح بين أهل تلمسان وحكامها الأتراك.[20]

## مكانته العلمية
عاصر سعيد المقري سقوط الدولة الزيانية وتحول تلمسان من عاصمة المغرب الأوسط السياسية والعلمية إلى إحدى مدن بايلك الغرب ضمن إيالة الجزائر الناشئة، وقد هاجر في هذه الفترة عدد كبير من علماء وأعيان المدينة إلى فاس بالمغرب الأقصى. وبقي سعيد المقري مستقرا بتلمسان وانتهت إليه رياسة العلم بها. ولي الإفتاء ستين سنة وخطابة الجامع الأعظم خمسا وأربعين سنة. وكانت شهرته «قد بلغت القاصي والداني» ببلاد المغرب وأخذ عنه أعلام كثيرون منهم مفتي مدينة الجزائر سعيد قدورة وقاضي سلا ابن القاضي المكناسي وابن مريم التلمساني. لكن شهرة سعيد المقري تخطت حدود بلاد المغرب إلى المشرق ويرجع الفضل في ذلك إلى أبرز تلاميذه وهو ابن أخيه الشهاب المقري الذي أكثر من ذكر عمّه والثناء عليه ووصفه بالعلم والفقه والجلال والموسوعية في مؤلفاته مثل «شيخ الإسلام» و «مفتي الأنام» و «شيخ الشيوخ». ويعد سعيد المقري أحد أهم شيوخ الشهاب أبي العباس وممن شاركوا بتكوينه الموسوعي. وقد أخذ كثير من أهل المشرق سند الشهاب عن عمه سعيد المقري عن علماء تلمسان مثل الحفيد بن مرزوق وغيرهم بعد إجازة المقري لهم الرواية عنه. ومن خلال ترجمة ابن مريم لسعيد المقري نلاحظ أنه كان إماما مُلما بعلوم الدين من فقه وحديث وتوحيد وغيره، محيطا بالأدب والشعر والأخبار والتاريخ. كما نلاحظ وصفه بالإمام في مختلف العلوم العقلية مثل الرياضيات والطب والتشريح والتنجيم وحتى الفلاحة والبناء. لذلك يعتبر سعيد المقري بعصره أكبر علماء تلمسان والمغرب الأوسط خاصة وأحد أبرز الوجوه العلمية ببلاد المغرب عامة.

## أسرته
- جده الأول: عبد الرحمن بن أبي بكر بن علي المقري القرشي:[3] أول من استقر بتلمسان من آل المقري. من أصحاب الشيخ أبي مدين الإشبيلي. استقر بالمدينة بعد وفاة أبي مدين بها سنة 594 هـ 1198 م.
- جده الأعلى: أبو عبد الله محمد المقري (توفي 758 هـ 1357 م):[4] قاضي قضاة فاس وأحد أهم الوجوه العلمية والسياسية ببلاد المغرب بعصره.
- جدته: بنت الكفيف بن مرزوق[28]، أم أبيه.
- شقيقه: محمد بن أحمد المقري:[29] من أعيان تلمسان وصلحاءها والد الشهاب المقري.
- ابن أخيه: شهاب الدين أحمد بن محمد المقري 11 : أشهر آل المقري ذكرا في المغرب والمشرق.
- ابنه: محمد بن سعيد المقري:[18] من علماء تلمسان ومحدثيها.

## وفاته
ذكر الإفراني أنه توفي سنة 1010 هـ 1602 م.

و ذكر ابن مريم في البستان أن سعيد المقري كان حيا سنة 1011 هـ 1603 م.

و قال أبو القاسم سعد الله نقلا عن تلميذه سعيد قدورة أن توفي بعد 1019 هـ 1610 م ببضع سنوات، حوالي 1025 هـ 1616 م.